# Малиновка (Ульяновская область)
Малиновка — деревня в Старомайнском районе Ульяновской области России. Входит в состав Прибрежненского сельского поселения.

## География
Деревня находится в северной части Левобережья, в лесостепной зоне, в пределах Низкого Заволжья, на восточном берегу Куйбышевского водохранилища, на расстоянии примерно 6 километров (по прямой) к югу от посёлка городского типа Старая Майна, административного центра района. Абсолютная высота — 54 метра над уровнем моря.
Климат
Климат характеризуется как умеренно континентальный, с тёплым летом и умеренно холодной снежной зимой. Средняя температура воздуха самого тёплого месяца (июля) — 20 °C (абсолютный максимум — 39 °C); самого холодного (января) — −13,8 °C (абсолютный минимум — −47 °C). Продолжительность безморозного периода составляет в среднем 131 день. Среднегодовое количество атмосферных осадков составляет 406 мм. Снежный покров образуется в конце ноября и держится в течение 145 дней.
Часовой пояс
Деревня Малиновка, как и вся Ульяновская область, находится в часовой зоне МСК+1. Смещение применяемого времени относительно UTC составляет +4:00.

## История
Основана предположительно в начале XIX века. Названо по рядом расположенному озеру Малиновое. Владения дворян Наумовых из села Головкино. Прихожане деревни были приписаны к Вознесенскому храму в с. Головкино.
К 1859 году в Малиновке 21 двор и 200 жителей. 
В 1884 году в деревне уже 52 двора и 288 жителей.
В 1897 году в Малиновке 56 дворов и 336 жителей.
В 1899 году открыта школа.
В 1918 году был образован сельский Совет.
В 1926 году в Малиновке 82 двора и 409 жителей, есть деревянная школа на каменном фундаменте.
В 1930 году в Малиновке 98 дворов и 479 жителей. Созданный колхоз назвали «Парижская коммуна».
В Великой Отечественной войне малиновцы потеряли на фронтах 41 человека.
В связи со строительством Куйбышевского водохранилища начался снос части деревни, по этой причине здешний колхоз в 1951 году влился в Кременский колхоз «Волна революции». Часть жителей была переселена на новую площадку, а другая — доприселена в село Прибрежное.
В 1959 году в Малиновке жило 60 жителей, а к 1995 году от Малиновки остался лишь один двор и два жителя. Ныне живут только дачники.

## Население
| 2010 |
| ---- |
| 0    |